# ديريك هولاند
ديريك هولاند (بالإنجليزية: Derek Holland)‏ هو لاعب كرة قاعدة أمريكي، ولد في 9 أكتوبر 1986 في نيوارك في الولايات المتحدة.

## وصلات خارجية
- ديريك هولاند على موقع دوري كرة القاعدة الرئيسي (الإنجليزية)
- ديريك هولاند على موقعبيزبول رفرنس.كوم (الدوري الرئيسي) (الإنجليزية)
- ديريك هولاند على موقعبيزبول رفرنس.كوم (الدوري الثانوي) (الإنجليزية)
- ديريك هولاند على موقع إي إس بي إن.كوم (أم.أل.بي) (الإنجليزية)
- ديريك هولاند على موقع مشجعي الرسوم البيانية (الإنجليزية)